# Jaroslav Halák
Jaroslav Halák, född den 13 maj 1985 i Bratislava, dåvarande Tjeckoslovakien, är en slovakisk professionell ishockeymålvakt som spelar för New York Rangers i NHL.
Han har tidigare spelat på NHL-nivå för Vancouver Canucks, Boston Bruins, New York Islanders, Washington Capitals, Buffalo Sabres, St. Louis Blues och Montreal Canadiens och på lägre nivåer för Bridgeport Sound Tigers och Hamilton Bulldogs i AHL.
Halák draftades som 271:a spelare totalt av Montreal Canadiens i NHL-draften 2003. Han tillbringade en och en halv säsong i de kanadensiska juniorligorna innan han säsongen 2005–06 debuterade i Canadiens farmarlag Hamilton Bulldogs.
Säsongen därpå släppte Halák in minst mål per match i AHL. Under slutet av säsongen fick han också debutera i NHL, efter att Canadiens förstemålvakt Cristobal Huet skadat sig. Under de 16 matcher han fick spela hade han en räddningsprocent på 90.6. Hans stabila spel hjälpte Montreal Canadiens att slåss om en slutspelsplats ända fram till slutet av säsongen.
Säsongen 2007–08 fortsatte han spela i AHL med Hamilton Bulldogs. Canadiens hade redan en förstemålvakt i Huet, och andremålvakt blev supertalangen Carey Price. Halák fick ändå spela sex NHL-matcher under säsongen, och räddade då 93,4 procent av skotten.
Efter att Canadiens bytt bort Cristobal Huet blev Halák andremålvakt inför säsongen 2008–09.
Den 1 mars 2014 blev det offentligt att Buffalo Sabres skickade iväg Ryan Miller och Steve Ott till St. Louis Blues i utbyte mot Halák, Chris Stewart, William Carrier, ett draftval i första rundan i 2015 års draft och ett draftval i tredje rundan i 2016 års draft. Den 5 mars 2014 blev han skickad på nytt till Washington Capitals.
Han skrev som free agent på ett tvåårskontrakt värt 5,5 miljoner dollar med Boston Bruins den 1 juli 2018.